# I Want to Hold Your Hand
I Want to Hold Your Hand – piosenka zespołu The Beatles, nagrana w 1963 roku. Przypisuje się ją duetowi: Paul McCartney i John Lennon.
Była pierwszą piosenką tego zespołu, która zajęła pierwsze miejsce na liście przebojów Billboard Hot 100 w Stanach Zjednoczonych. Ze względu na wysoką sprzedaż (kilka milionów kopii) stała się wówczas najlepiej sprzedającym się singlem Beatlesów.
Inaczej niż w innych znanych piosenkach, takich jak „Hey Jude”, utwór ten nie miał konkretnej inspiracji. Jednocześnie warto zauważyć, że jej sposób skomponowania podpowiedział zespołowi manager Brian Epstein, który chciał, aby powstał utwór na rynek amerykański. Liverpoolczycy nagrali ją także po niemiecku, jej tytuł brzmiał „Komm, Gib Mir Deine Hand” (przyjdź, daj mi swoją dłoń). Nagrania dokonano 29 stycznia 1964, a autorem niemieckiego tekstu utworu był Camillo Felgen.
W 2004 utwór został sklasyfikowany na 16. miejscu listy 500 utworów wszech czasów magazynu Rolling Stone.